# Alaggio
L'alaggio è il traino di una imbarcazione da una postazione su terraferma, allo scopo di imprimere il moto o controllare la direzione del natante.

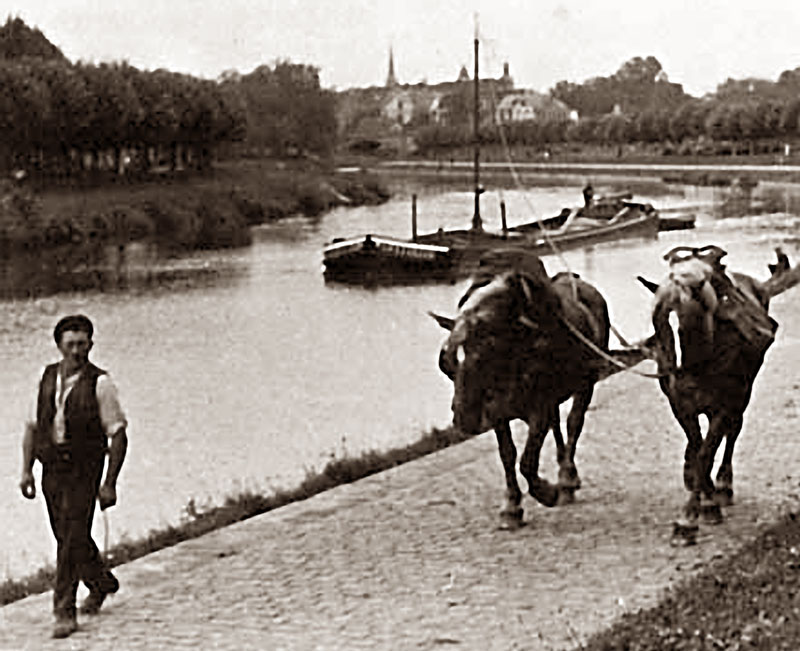
Traino da una strada di alaggio

## Descrizione
Effettuato con robuste funi dette alzaie, l'alaggio può essere eseguito, ad esempio, per portare in secca le imbarcazioni, allo scopo di rendere possibili i lavori di manutenzione alle carene. Questa operazione, un tempo veniva eseguita dagli alatori, ovvero gli addetti al tiro delle alzaie o alla conduzione degli animali utilizzati per il traino.
Fino alla prima metà del XX secolo, era particolarmente diffuso il servizio d'alaggio per i trasporti fluviali. Nei tratti caratterizzati da forte corrente, le chiatte venivano guidate e trainate mediante alzaie collegate ad animali da tiro, posti sulle rive del fiume e condotti dagli alatori. La velocità media di un natante trainato all'alzaia era molto bassa: circa 1,8 chilometri orari.
Già nei tempi dell'antica Roma lungo la valle del Tevere, era stata ideata la via helciaria, ovvero una strada pavimentata che costeggiava i fiumi e consentiva un agevole svolgimento dell'alaggio, sia con traino umano che animale. Nei secoli successivi le strade d'alaggio si sono moltiplicate in tutta Europa.
Anche se il servizio d'alaggio è generalmente stato fornito dal traino umano o animale, non sono mancati gli esempi di impianti motorizzati o quelli di installazioni sulle strade d'alaggio di brevi tratte ferroviarie specifiche, sulle quali veniva operato il trasbordo delle merci tra diversi vettori, in una sorta di trasporto intermodale ante litteram. Tale sistema è ancora usato lungo le chiuse del canale di Panama.
Naturalmente questa difficoltà, per le imbarcazioni, di superare i punti di forte corrente contraria è andata via via scemando con il progresso e la motorizzazione; di conseguenza, è progressivamente diminuito il ricorso al servizio d'alaggio quasi fino a scomparire.
Nei tempi moderni, le strade d'alaggio sono spesso utilizzate come piste ciclabili  o percorsi pedonali, essendo solitamente precluse al traffico veicolare, per ovvie ragioni strutturali.
In ambito italiano, o più specificatamente milanese, alzaie famose sono quelle che costeggiano la rete dei navigli.

## Etimologia

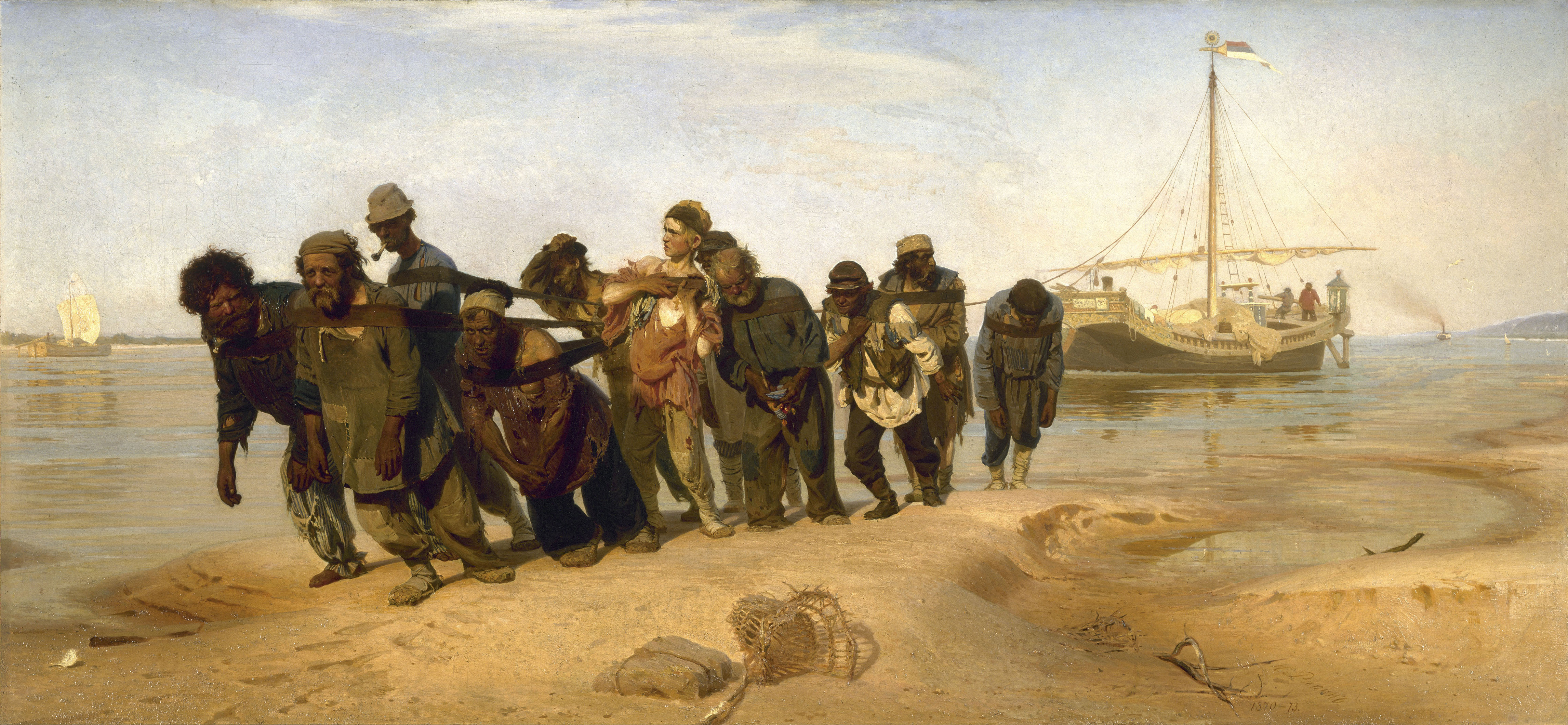
Gli alatori del Volga in un dipinto di Ilja Repin (Museo Russo, San Pietroburgo)

Il termine "alaggio" deriva dall'antico tedesco halon, con il significato di "tirare". Di eguale significato è il termine latino helciaria, dal quale deriva "alzaia" che, nella lingua italiana, viene usato per indicare sia le funi necessarie all'alaggio, sia le strade d'alaggio. Sempre in Italia, dove l'animale da traino impiegato per questo tipo di servizio era principalmente il bardotto, gli alatori vengono spesso chiamati bardotti.
Helciarii deriva dall'aggettivo latino *helciaria, da helcium, che vale lo stesso, dal greco antico ἑλκίον ("giogo"), dal verbo ἕλκω ("trascinare")
ἕλκω: sono diverse le parole moderne collegabili con ἕλκω /hèlkō/ = tiro, tiro con violenza, strappo, oltraggio.
ALZAIA: dal lat. helciarĭa, fune per rimorchiare da riva le navi”, der. di helcĭum, “collare per bestie da tiro”, der. di ἕλκω; la forma sente l’attrazione di alzare, in quanto la via riservata al rimorchio da terra delle imbarcazioni è più alta del livello del fiume;
RIMORCHIO: dal lat. remulcum < ῥυμυλκέω, “trainare un’imbarcazione con un cavo”, comp. di ῥῦμα, “cavo da traino” e ἕλκω: veicolo che viene trainato; l’azione di trainare;
SPILORCIO: dal gr. biz. *παρόλκιον, dim. di πάρολκος, “gomena da rimorchio”, der. di παρέλκω, “tirare, trascinare”, con sviluppo metaforico: l’avaro tira i cordoni della borsa; der.  mestiere antico dei Pilorciatori, gli addetti al tiro delle barche

## Curiosità
- In Russia sono celebri le ballate degli alatori del Volga, i burlaki, che svolgevano il lavoro di traino dei navigli in piccoli gruppi, senza l'aiuto di animali, concertando gli sforzi al ritmo del canto.
- In Europa, la figura degli alatori è stata resa immortale da Arthur Rimbaud che, nella poesia Le Bateux ivre, li cita quali allegorie dei precetti morali che regolano la vita delle persone: "Comme je descendais des Fleuves impassibles, Je ne me sentis plus guidé par les haleurs... " ("Poiché discendevo Fiumi impassibili, non mi sentii più guidato dagli alatori...").
- Una ex strada d'alaggio di Verona mantiene il toponimo Lungadige Attiraglio, chiaramente derivato dal tipo di servizio "a tiraggio" per il quale era utilizzata.
- Nel Porto di Ravenna esiste tuttora una via d'Alaggio che per qualche chilometro si diparte dalla città lambendo il canale principale che si dirige verso il mare.